# LTSP
Linux Terminal Server Project (LTSP) — это свободно распространяемый дополнительный пакет для Linux с открытым исходным кодом, который позволяет нескольким людям с маломощными компьютерами (терминалами) использовать вычислительные мощности одного более производительного компьютера (сервера). При этом, все приложения запускаются на сервере, а терминалы, так же называемые тонкими клиентами (или X-терминалами), просто принимают видеоряд, посылаемый сервером, и кроме него ничего не обрабатывают. Как правило, терминал представляет собой маломощный компьютер, в нём даже может отсутствовать жесткий диск, вследствие чего он может работать тише, чем обычный настольный компьютер.
Технология тонких клиентов нашла широкое применение в таких учреждениях как школы, так как позволяет обеспечить учащимся доступ к компьютерам без покупки или модернизации имеющихся настольных компьютеров. При нехватке в школе компьютеров, организация новых тонких клиентских машин являются менее дорогостоящей, чем покупка полноценных компьютеров. А если перед школой стоит вопрос обновления компьютерной техники, то можно отложить этот вопрос путём переконфигурации компьютеров в тонкие клиенты, так как даже относительно медленный процессор имеет достаточную производительность для роли тонкого клиента. И тогда достаточно приобрести один мощный компьютер, который будет исполнять роль сервера для остальных.
Помимо экономии средств, образовательное учреждение также получает больше контроля над использованием вычислительных ресурсов учащимися. Примерами использования LTSP могут послужить AbulÉdu, Edubuntu, K12LTSP и Skolelinux. LTSP поддерживается компаниями Cutter project и Deworks.
Основателем и руководителем проекта LTSP является Джим Маккиллан, LTSP распространяется на условиях GNU General Public License.

## Процесс загрузки
- На LTSP-сервере в среде chroot подготавливается минимальная операционная система на базе Linux и X Window System;
- Загрузка минимального окружения:
  - либо с жёсткого диска/USB-диска или CD-ROM компьютер загружает ядро Linux, которое инициализирует оборудование;
  - либо, в случае тонкого клиента, используется загрузка по сети с PXE — частью прошивки сетевой карты, который по протоколу DHCP получает свой ip-адрес и адрес загрузочного сервера (LTSP-сервер). Загрузчик получает ядро и initrd по протоколу TFTP с LTSP-сервера. Ядро заново получает свой ip-адрес и адрес сервера, с которого можно подключить корневую файловую систему (подготовленное заранее в chroot), после чего монтирует его по протоколу Network File System (NFS) либо Network Block Device (NBD).
- Загруженная система запускает графическую систему X Window System и XDMCP. Начиная с 5-й версии LTSP, клиент сначала устанавливает SSH-туннель к графическому окружению LTSP-сервера, через который локально запускает LDM (LTSP Display Manager). С этого момента, программы запускаются на LTSP-сервере, а отображаются и управляются на клиенте.

## История
| Purpose                          | LTSP 4       | LTSP 5 (MueKow)            |
| -------------------------------- | ------------ | -------------------------- |
| GUI Export                       | XDMCP        | ssh -X                     |
| Remote login (X display manager) | KDM/GDM      | LTSP Display Manager (LDM) |
| Distribution method              | LTSP tarball | Native distribution        |
| Root filesystem                  | NFS          | NBD                        |
| Authenticating server            | XDMCP server | SSH server                 |

## Толстые клиенты
В LTSP v5.x добавлена поддержка тонких клиентов особого типа, известных как «толстые клиенты» (fat clients). С появлением недорогих и при этом довольно мощных компьютеров стало возможным запускать приложения локально на тонком клиенте, и при этом сохранить управляемость такого решения. В случае толстого клиента LTSP, корневая файловая система — это не урезанный chroot, а полная установка Linux как chroot. Толстый клиент использует LDM для аутентификации на сервере LTSP и монтирует домашние каталоги пользователей с помощью SSH и FUSE. Толстые клиенты используют собственный процессор и оперативную память, что даёт некоторые преимущества:
1. сервер LTSP не страдает от пользователей, потребляющих больше ресурсов и влияющих на производительность и доступность сервера LTSP для других пользователей;
2. мультимедийные и 3D-приложения работают лучше и меньше нагружают сеть.

LTSP примечателен тем, что предлагает возможность компьютерам монтировать корневую файловую систему по сети, но запускать приложения локально. На платформе Windows, ближайшим аналогом является использование технологий типа Intel vPro для запуска гипервизора на стороне клиента и монтирования образа корневой файловой системы, используя iSCSI.